# Jacques Duclos
Pour les articles homonymes, voir Duclos.
Jacques Duclos, né le 2 octobre 1896 à Louey (Hautes-Pyrénées) et mort le 25 avril 1975 à Montreuil (Seine-Saint-Denis), est un homme politique français, dirigeant du Parti communiste français (PCF).
Il est à plusieurs reprises député entre 1926 et 1958 et sénateur de 1959 à sa mort.
Resté plus de trente-cinq ans dans l'équipe dirigeante du parti aux côtés de Maurice Thorez et Benoît Frachon, il est responsable du PCF « clandestin » pendant l'occupation de la France par l'Allemagne. De 1950 à 1953, il est secrétaire général par intérim du PCF en raison de la maladie de Maurice Thorez ; il demeure par la suite dans les faits l'un des principaux dirigeants du parti.
Il se présente à l'élection présidentielle de 1969, où il arrive en troisième position du premier tour avec 21,3 % des suffrages exprimés, manquant de peu d'être qualifié au second tour. Il s’agit du meilleur score obtenu par un candidat communiste à une élection présidentielle en France.

## Situation personnelle

### Origines
Jacques Duclos est le second fils d'Antoine Duclos, artisan-charpentier qui tenait aussi une auberge, et d'Anne Louise Cazanave, couturière. Avant d'aller à l'école il ne parlait pas français, mais l'occitan qu'utilisent entre eux ses parents bien qu'ils connaissent parfaitement la langue nationale.
La fratrie compte trois frères. Son frère aîné, Jean, revient défiguré de la Première Guerre mondiale. Le benjamin s'appelle Louis.

### Formation
Il entre à l'âge de cinq ans à l'école, où l'instituteur interdit à ses élèves de parler la langue occitane pendant les récréations. L'enfant apprend rapidement à lire et à aimer l'histoire telle qu'elle était enseignée par ceux qu'on appelle les « hussards de la République ». Il va aussi au catéchisme où le curé « parvenait avec assez de succès à communiquer sa foi ». Il passe le certificat d'études primaires, mais la situation de sa famille le contraint à devenir apprenti-pâtissier à Tarbes dès l'âge de douze ans. Il reste avide de lecture pendant toute son adolescence.

### Carrière professionnelle
En octobre 1912, il quitte les Pyrénées pour se rendre à Paris afin d’exercer le métier d'ouvrier-pâtissier. Il arrondit ses fins de mois en faisant la « claque » au théâtre. Dès l'année suivante, il s'intéresse à la politique. En 1914, il suit la campagne électorale de Marcel Cachin aux élections législatives, dans le XVIIIe arrondissement. Sans travail après la déclaration de guerre, il regagne Tarbes, où il travaille six mois à l'Arsenal.

### Première Guerre mondiale
En avril 1915, à dix-huit ans et demi, il est mobilisé par l'Armée. Il sert dans l'infanterie et participe à la bataille de Verdun. Blessé, vite soigné, il est redirigé vers le Chemin des Dames où il est fait prisonnier en avril 1917. Il part pour un camp en Allemagne, puis travaille dans des fermes, d'où il est libéré avec l'Armistice. Rentré en France, il n'est démobilisé qu'en septembre 1919.

## Parcours politique

### Débuts au Parti communiste français

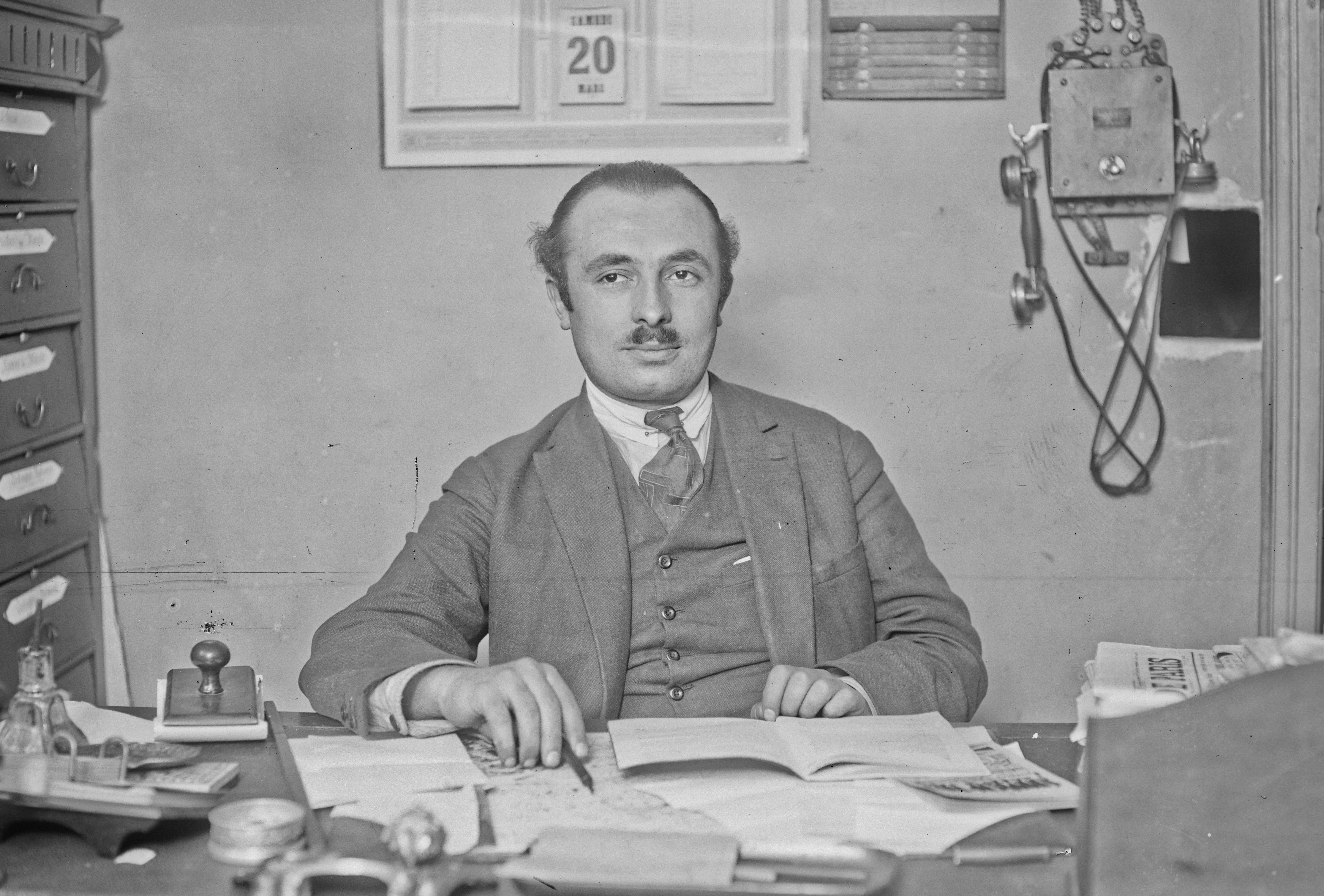
Jacques Duclos lors de sa campagne législative de 1926.

À son retour à la vie civile, Jacques Duclos participe à la campagne électorale du Parti socialiste (SFIO) (novembre 1919), sans adhérer à ce parti. Il s'engage à l'Association républicaine des anciens combattants (ARAC), où milite aussi son frère. Il se syndique à la CGT.
Il adhère au Parti communiste, alors appelé Section française de l'Internationale communiste (SFIC), à sa fondation, le 30 décembre 1920. Un an plus tard, il devient le secrétaire de la section du 10e arrondissement de Paris tout en prenant des responsabilités à l'ARAC. Il exerce son métier de chef-pâtissier jusqu'en 1924 où il suit la première école des cadres du Parti, à Bobigny. Aux élections législatives de 1924, il est pour la première fois candidat, dans le département de la Seine, sans être élu.

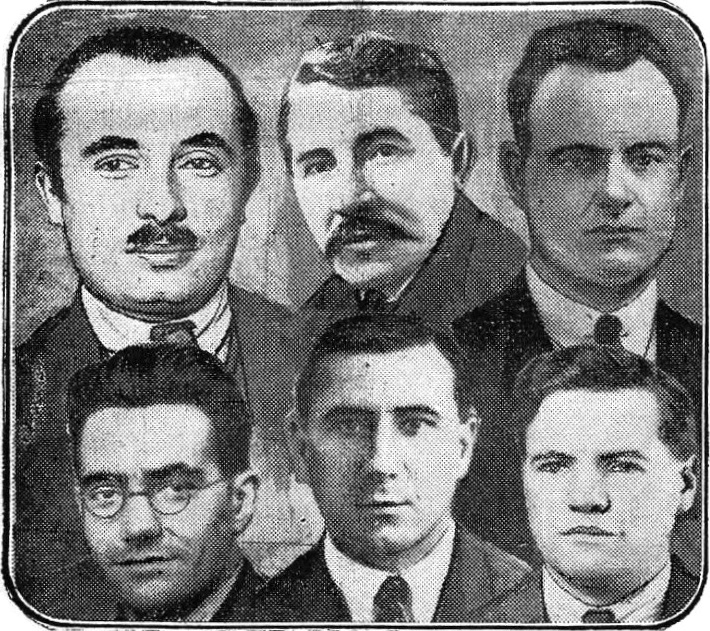
Jacques Duclos et cinq autres candidats communistes aux élections de 1928. Dans le sens horaire : Cachin, Barbé, Thorez, Alloyer et Doriot.

Il est élu membre du comité central en 1926. C'est cette année également qu'il fait son entrée à la Chambre des députés. En effet, au terme d'une campagne électorale médiatisée en raison de la notoriété de leurs adversaires, lui et son colistier Albert Fournier triomphent de Paul Reynaud et d'Henri de Kérillis lors d'une élection partielle qui se tient le 28 mars à Paris. Aux élections de 1928, vainqueur du leader socialiste Léon Blum dans le 20e arrondissement de Paris, il fait partie des 14 rescapés sur 28 députés communistes sortants.
En fait, Jacques Duclos ne siège pas au Parlement ; à l'avant-garde de la lutte antimilitariste, il est constamment condamné pour divers délits liés à son action. En 1928, le total de toutes les condamnations qui l'ont frappé se monte à quarante sept ans d'emprisonnement. Il vit donc dans la clandestinité, mais séjourne souvent à Moscou, assume des responsabilités pour le compte de l'Internationale ou du Profintern, l'Internationale syndicale rouge. En 1932, alors que le radical Édouard Herriot est président du Conseil, Duclos bénéficie d'un non-lieu et peut reprendre des responsabilités officielles dans le parti. Il en devient, de façon officieuse, le « numéro deux », aux côtés de Maurice Thorez, Eugen Fried et André Marty.
Lors des élections législatives de 1932, candidat dans sa circonscription du XXe arrondissement, il arrive en tête au premier tour mais est battu au second tour par Marcel Déat. Quatre ans plus tard, il est réélu député en se présentant dans une autre circonscription, craignant une nouvelle défaite face à Marcel Déat.
Il signe souvent des articles dans L'Humanité et y défend la ligne « classe contre classe » avant 1934, mais à partir de juin 1934, il suit les recommandations de l'Internationale communiste (IC) et appelle au rapprochement avec les socialistes et les radicaux. Il représente le Parti communiste au stade Buffalo le 14 juillet 1935, aux Assises de la Paix où il fait chanter La Marseillaise aux militants communistes.
Il est souvent chargé de missions par l'IC : remise en ordre du parti espagnol (1930-1931) supervision du Parti communiste de Belgique (1934-35), nouvelle intervention auprès du parti espagnol (1935). En cette année 1935 il est élu membre titulaire du Comité exécutif de l'Internationale communiste. Il est un des quatre Français, avec Marcel Cachin, Maurice Thorez et André Marty, de cette instance mondiale de la révolution, où siègent entre autres Staline, Dimitrov, Mao Tse Tung, Togliatti.

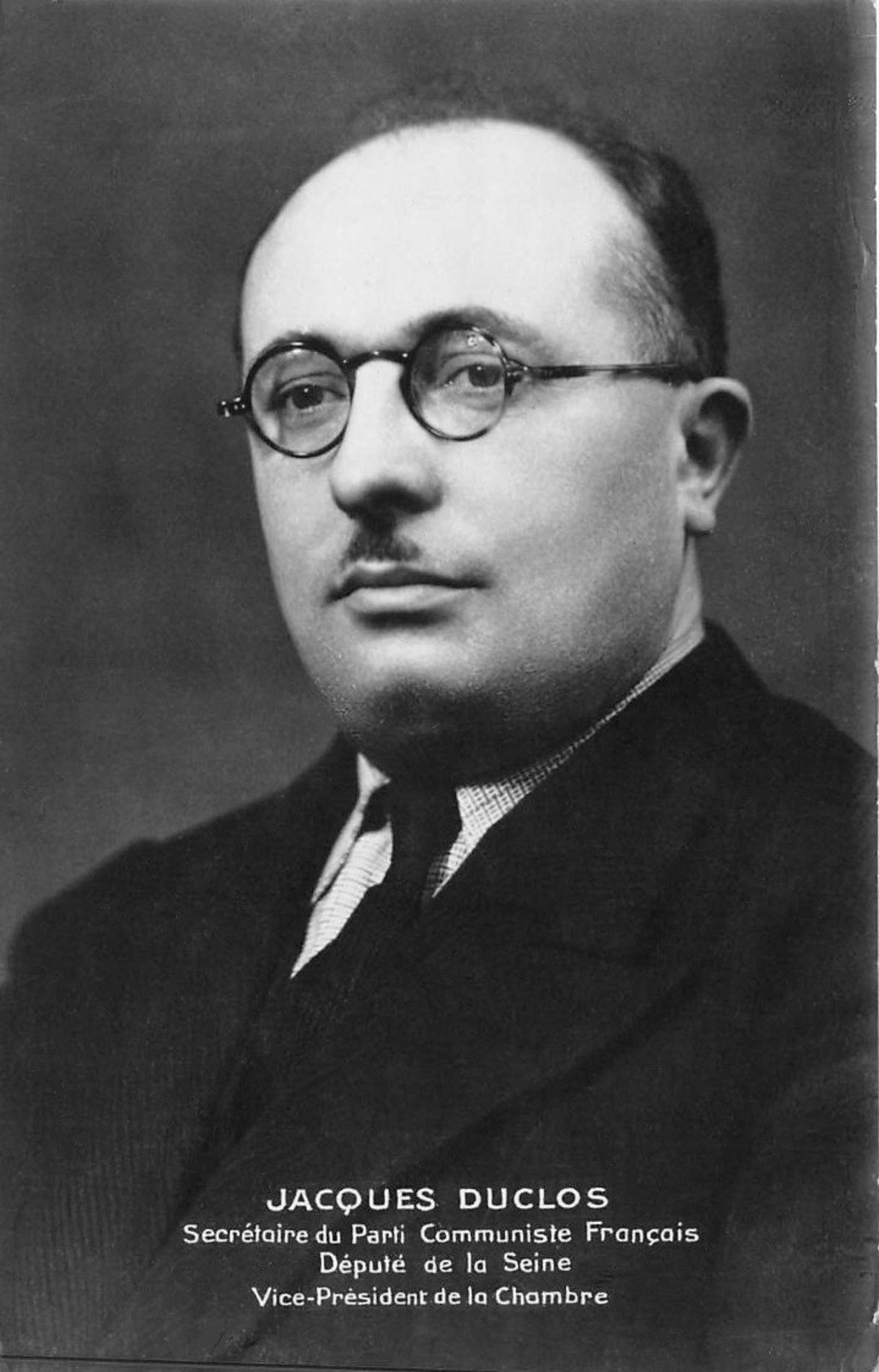
Jacques Duclos dans les années 1930.

En janvier 1936, au VIIIe congrès, confirmé secrétaire du Parti, il devient officiellement responsable de la propagande. En mai 1936, au second tour des élections législatives, il est élu député dans la circonscription de Montreuil-sous-Bois (Seine), avec 5 000 voix d'avance sur son adversaire ; il devient secrétaire général du groupe communiste et vice-président de la Chambre des députés. Pendant l'été 1936, il participe, avec Maurice Thorez, à des rencontres en tête-à-tête avec Léon Blum.
Dès que la rébellion franquiste éclate en Espagne, il est chargé de superviser l'action du Parti communiste espagnol (PCE). Il lui conseille de participer au gouvernement. Émissaire du Komintern en Espagne, il aide à la livraison d’armes à l’Espagne républicaine.
Le 4 janvier 1937, Jacques Duclos épouse une infirmière, Gilberte Roux (1911-1990), fille d'un père mort au front en 1914 et élevée par un beau-père militant communiste et syndicaliste. Le couple emménage au 258 bis, rue de Paris à Montreuil, puis, début 1939, dans un pavillon de Montreuil mis à sa disposition par le parti et que le couple habite jusqu'à sa mort.
Passionné d'histoire, une matière qu'il apprend à connaître en autodidacte, il initie dans sa ville d'adoption la création du musée de l'Histoire vivante, dont il confie l'organisation à l'historien Jean Bruhat. Il en inaugure l'ouverture en mars 1939 au moment de la célébration du 150e Anniversaire de la Révolution française.
Le 13 janvier 1938, il est réélu vice-président de la Chambre des députés. Il se rend encore souvent en Espagne pour rencontrer les dirigeants du Parti communiste espagnol.

### Seconde Guerre mondiale
Lorsque après le pacte germano-soviétique et la déclaration de guerre le Parti est dissous par Édouard Daladier, le 26 septembre 1939, Jacques Duclos, qui n'est pas mobilisé en raison de son âge, quitte la France, et fait partie du groupe de l'équipe dirigeante qui se rassemble à Bruxelles autour d'Eugen Fried, le délégué de l'IC. Selon les termes du « Maitron », dictionnaire biographique du mouvement ouvrier, « Une nouvelle fois, il se montra totalement fidèle à l'URSS, à Staline, à l'IC et soutint fermement Maurice Thorez ». Jacques Duclos reste à Bruxelles d'octobre 1939 à juin 1940, alors que Maurice Thorez a été aiguillé vers Moscou après sa désertion de l'armée en octobre 1939, sur ordre de l'IC, et que Benoît Frachon est resté en région parisienne, dans la clandestinité.
Député membre du groupe ouvrier et paysan français, il est déchu de son mandat, le 21 janvier 1940, et condamné par défaut le 3 avril 1940 par le 3e tribunal militaire de Paris à cinq ans de prison, 5 000 francs d'amende et cinq ans de privation de ses droits civiques et politiques pour être resté fidèle à la ligne du Parti communiste et ne pas avoir dénoncé le pacte germano-soviétique.
En juin 1940, alors que l'équipe de direction constituée autour de Benoît Frachon et d'Arthur Dallidet a quitté la région parisienne et s'est repliée dans le sud de la France, Jacques Duclos et Maurice Tréand sont convoyés de Bruxelles par un diplomate chilien et arrivent à Paris aux alentours du 15 juin.
En contact régulier avec l'Internationale communiste de Moscou, les deux hommes assument ensemble la prise de contact avec les autorités allemandes, en vue de faire reparaître légalement l'Humanité. Ces pourparlers avec les autorités allemandes furent un fiasco complet, et jusque dans les années 1970 (publication des Mémoires de Duclos) on en fit porter le chapeau au seul Tréand. Ce n'est que le 5 août 1940 qu'une directive de l'IC à Moscou clarifia la situation : ordre était donné de suspendre tout contact, et Duclos était nommé responsable du PCF clandestin. Il assume ce rôle jusqu'au retour de Maurice Thorez en novembre 1944, toujours en contact étroit avec Benoît Frachon, remonté à Paris en août 1940.
Pendant toute la période de juin 1940 à août 1944, où il est responsable du PCF clandestin, Jacques Duclos est le principal rédacteur de la presse communiste clandestine. Il peut être par conséquent identifié aux différentes lignes suivies par le Parti durant cette période :
- Tentative de sortie partielle de la clandestinité et de semi-légalisation[réf. nécessaire], de juin 1940 à septembre 1940, ligne qui se traduisit par une hécatombe de cadres arrêtés par la police française et internés dans des camps.
- Entre juin 1940 et juin 1941, discours anti-impérialiste, anti-anglais, anti-Pétain, anti-De Gaulle, anti-Blum, et très accessoirement anti-allemand, qui s'exprime dès l'été 40, dans l'« Appel du 10 Juillet », tract largement diffusé, signé Thorez et Duclos, mais dont il semble que Jacques Duclos fut le seul rédacteur[19].
- Ligne de résistance anti-allemande à partir de juin 1941, date de l'invasion de l'URSS par la Wehrmacht.

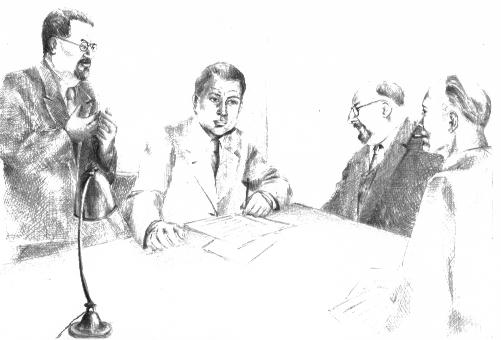
Une réunion du comité central du PCF clandestin à Longjumeau en 1943 réunissant, de gauche à droite, Benoit Frachon, Auguste Lecoeur, Jacques Duclos et Charles Tillon.

D'abord installé dans les HBM proches des boulevards extérieurs à Paris, Jacques Duclos déménage pour des raisons de sécurité à Bourg-la-Reine, puis à Villebon-sur-Yvette, en décembre 1941, à la villa de l'Oasis d'où il ne sortait à vélo qu'une fois par mois pour se rendre aux réunions du secrétariat où il retrouvait Benoît Frachon, Charles Tillon, puis Auguste Lecœur, à partir de la mi 1942. Seul Benoît Frachon lui rendait parfois visite à l'Oasis.
Grâce à un système d'agents de liaison circulant à vélo ou à pied, Jacques Duclos put maintenir des contacts réguliers aussi bien avec l'URSS, grâce à un réseau de radios installées en région parisienne, qu'avec tous les responsables de régions ou avec les multiples organisations qui gravitaient dans l'orbite du PCF, comme le Front national, mouvement de résistance ouvert aux différentes catégories socio-professionnelles, dont la responsabilité avait été confiée à Pierre Villon, les Francs-tireurs et partisans (FTP), mouvement de résistance armée dont le responsable était Charles Tillon. Il dirige les membres du Détachement Valmy, qui seront chargés, entre autres, d’exécuter des opposants et des collaborateurs au sein même du PCF. Il était également en contact avec tous les communistes présents à divers titres dans les organes de la Résistance, que Jean Moulin avait commencé à mettre en place à partir de 1943 : Conseil national de la Résistance (CNR), CFLN (Gouvernement provisoire d'Alger), COMAC (Comité Militaire).
Le 25 août 1944 Jacques Duclos fait son entrée dans Paris avec Benoît Frachon. Il réintègre le siège du Comité central et négocie avec Charles de Gaulle dès le début du mois de septembre la participation de ministres communistes au gouvernement français.
Au retour à Paris de Thorez, le 27 novembre 1944, Duclos redevient le numéro deux du PCF, sans que l'on ait connaissance de rivalités qui auraient pu naître entre les deux hommes.

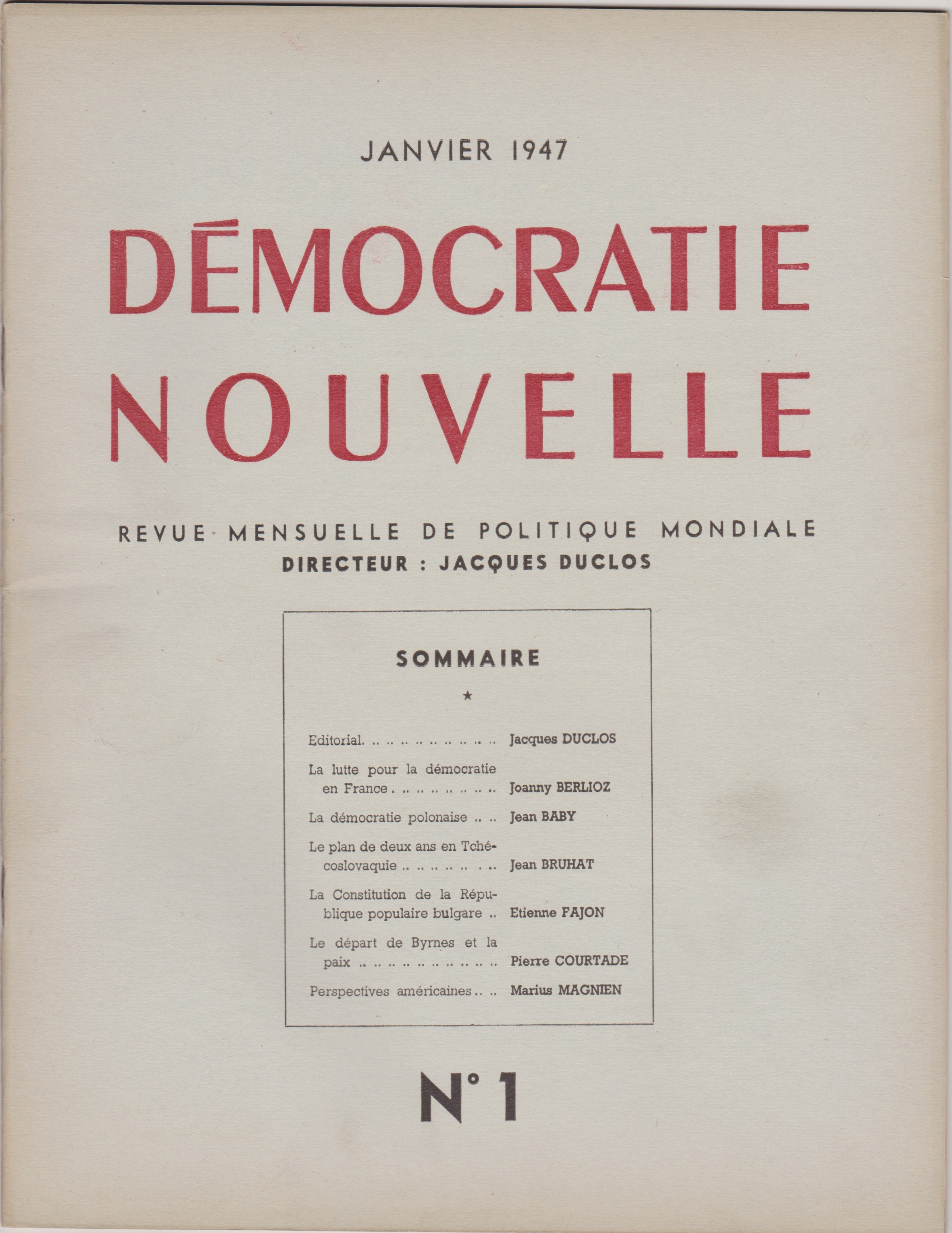
Jacques Duclos, directeur de Démocratie nouvelle.

De 1945 à 1947, Jacques Duclos joua un rôle politique et parlementaire de première importance. Il proposa à l'assemblée la nationalisation d'une grande partie de l'économie française : banques, assurances, électricité, sidérurgie, chimie et marine marchande (19 juin 1945). Le 8 novembre 1945, il est élu vice-président de l'Assemblée constituante. Pour reprendre les termes du « Maitron », « Comme au temps du Front populaire, précédente période « d'ouverture politique », Duclos a donné dans les trois années qui ont suivi la Libération toute la mesure de ses talents de politique, de tacticien, de négociateur et de propagandiste. »
Jacques Duclos conserve également à cette époque d'importantes fonctions dans le mouvement communiste international, car malgré la dissolution officielle de l'IC en 1943, les partis communistes du monde entier sont toujours regroupés sous la tutelle des Soviétiques. Jacques Duclos représente souvent le Parti français dans les diverses rencontres, notamment en septembre 1947 en Pologne, à Szklarska-Poreba, où le PCF fut mis en cause par Jdanov pour n'avoir pas su prendre assez tôt le tournant de la guerre froide et cesser toute participation au gouvernement. Là encore, Duclos appliqua strictement la nouvelle ligne et écrivit dans la revue du Kominform de nombreux articles contre Tito après la rupture entre celui-ci et Staline. De 1947 à 1968, Jacques Duclos est aussi directeur de Démocratie nouvelle, « revue mensuelle de politique mondiale ». Il y publie régulièrement des éditoriaux illustrant strictement la politique extérieure de l'Union soviétique et vantant les "réalisations" des pays du bloc communiste.

### Important dirigeant du PCF

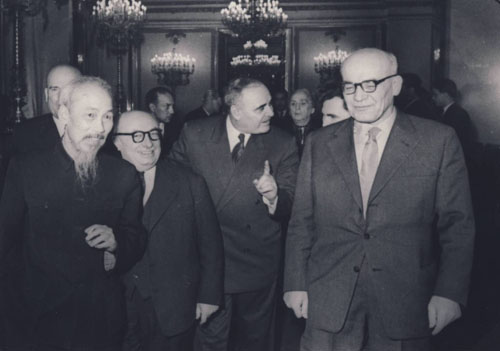
Jacques Duclos (deuxième à partir de la gauche) à Moscou en 1955, en compagnie d'autres responsables communistes : Chivu Stoica, Hô Chi Minh, Gheorghe Gheorghiu-Dej et Władysław Gomułka. Au fond, Dolores Ibárruri.

En 1947, lors d'un entretien à Moscou entre Thorez et Staline, ce dernier demande au chef du parti français si Duclos est un bon second. Thorez répond que « Duclos est un bon travailleur et qu'il travaille beaucoup mais il s'autorise parfois à prendre la parole au Parlement sans avoir, au préalable, préparé suffisamment son intervention… Néanmoins, Duclos est un très bon communiste, intelligent. » Duclos est chargé de former le jeune communiste cambodgien Saloth Sar, connu plus tard sous le nom de Pol Pot, tout comme Marcel Cachin avait chapeauté Hô Chi Minh.
Jacques Duclos reste parlementaire presque sans interruption jusqu'à sa mort en 1975 : député de 1945 (élu à l'Assemblée constituante) à 1958, sénateur et président du Groupe Communiste de 1959 à 1975. Mais c'est surtout à l'intérieur du PCF que son rôle demeure primordial. Le 10 octobre 1950, Maurice Thorez est victime d'une hémiplégie : jusqu'à sa mort en 1964, il effectue de fréquents séjours en URSS pour y être soigné. Jacques Duclos fait alors fonction de secrétaire général par intérim ; il doit gérer l'exclusion d'autres dirigeants éminents : André Marty, Charles Tillon, Georges Guingouin en 1952, Auguste Lecœur en 1954.
C'est également sous son autorité et avec l'appui de l'Union soviétique que sont lancés des appels contre la guerre d'Indochine menée par son pays, pour la fraternisation avec le Viet-Minh qui lutte pour la décolonisation, mais aussi, avec certains succès, contre l'armée française. Duclos combat par la même occasion ce qu'il appelle déjà l'« impérialisme » américain. Il est visé par le gouvernement dans le contexte international de la guerre de Corée lors de l'organisation par le PCF le 28 mai 1952 d'une manifestation interdite contre la venue à Paris du général américain Ridgway que la propagande communiste accuse de mener une guerre bactériologique en Corée (« Ridgway la peste »). À cette occasion, alors que ce rassemblement de mai 1952 donne lieu à des violences de rue, il est à nouveau incarcéré un peu plus d'un mois à la prison de la Santé : des policiers ont découvert dans sa voiture des pigeons tués au cours d'une partie de chasse, qui sont alors qualifiés de « pigeons voyageurs » pour porter des messages secrets à Moscou. C'est le « complot des pigeons ». La police affirme aussi avoir retrouvé dans sa voiture son cahier de notes mentionnant : « Nous travaillons pour la défaite certaine [de l'armée française] au Viêt Nam, en Corée, en Tunisie. »
De 1953 à 1958, en accord avec Thorez, Jacques Duclos ne s'aligne pas sur les mises en cause de la personne de Staline exprimées par les nouveaux dirigeants soviétiques, ne divulgue pas auprès des communistes français le contenu du rapport Khrouchtchev au XXe congrès du PC de l'Union soviétique en 1956. Cette même année, les deux hommes restent fidèles à l'URSS lors de la répression de l'insurrection hongroise.
En novembre 1958, Duclos perd son siège de député dans son fief de Montreuil, face à un adversaire gaulliste. Il connaît par ailleurs quelques problèmes de santé et son influence au sein du PCF commence à décliner. Cependant, dans les années qui suivent la mort de Thorez en 1964, aucun successeur ne s'impose réellement au sein du parti et sa place reste importante.
En 1959, il est élu sénateur dans le département de la Seine et devient le président du Groupe communiste au Sénat. Il le reste jusqu'à sa mort.
En 1968, année du Printemps de Prague, comme l'ensemble de la direction du parti, il désapprouve à la fois le « socialisme à visage humain », selon lui austro-marxiste, et sa répression militaire par les armées du Pacte de Varsovie (que seule Jeannette Thorez-Vermeersch approuve). Il demeure fidèle, par la suite, à la ligne conservatrice du Parti communiste de l'Union soviétique.

### Élection présidentielle de 1969

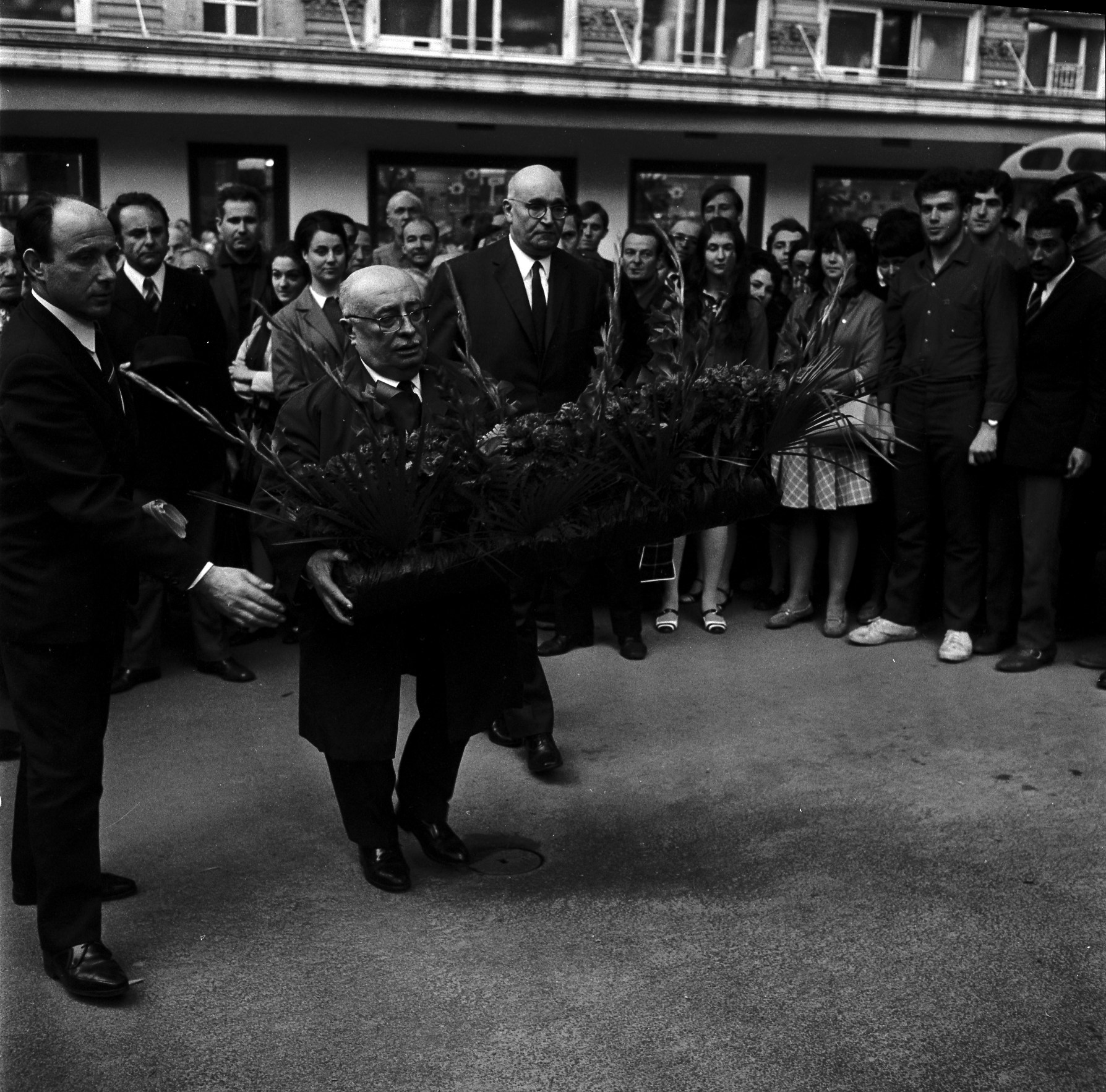
Jacques Duclos déposant une gerbe devant la statue de Jean Jaurès, à Toulouse, pendant la campagne présidentielle de 1969.

Notamment soutenu par Louis Talamoni (sénateur et maire de Champigny), il est désigné candidat du Parti communiste français à l'élection présidentielle de 1969, qui fait suite à la démission du président de Gaulle. Au cours de la campagne, grâce à son allant et à ses talents d'orateur, appuyé par un large « comité national de soutien »,, il arrive en troisième position, talonnant le centriste Alain Poher, en recueillant 4,8 millions de voix, soit 21,3 % des suffrages exprimés. Il devance nettement les autres candidats de gauche : Gaston Defferre (5,0 %), Michel Rocard (3,6 %), Louis Ducatel (1,3 %) et Alain Krivine (1,1 %). Entre les deux tours, Jacques Duclos refuse de choisir entre Georges Pompidou et Alain Poher, déclarant, dans une formule restée célèbre, que « c'est blanc bonnet et bonnet blanc »,.
Après l'élection, le 17 février 1970, à une époque où la télévision commence à se diffuser plus largement dans le pays, il est invité au premier numéro de l'émission de télévision À armes égales, qui souhaite rendre les contenus de l'ORTF plus pluralistes, en accordant un temps de parole égal à deux invités, car le Premier ministre Jacques Chaban-Delmas reste inquiet de la sévère contestation subie par l'ORTF en Mai 68. Les deux invités ont chacun droit avant le débat à la diffusion de leur propre petit film. Il choisit de rappeler dans le sien la grève patriotique des cent mille mineurs du Nord-Pas-de-Calais en mai-juin 1941, événement sur lequel avait toujours été plus discret le leader historique du PCF Maurice Thorez, qui avait passé l'essentiel de la Seconde Guerre mondiale en convalescence en URSS.

### Dernières années
De 1962 à 1975, Jacques Duclos est président de l'Association des amis de la Commune de Paris, créée en 1882. Il présente, en 1973, le cinquième tome de ses Mémoires pour parler de la guerre d'Indochine et de Lautréamont.
Au mois d'avril 1975, après une hospitalisation en janvier, Jacques Duclos se rend à Louey où la télévision doit commencer le tournage d'un film sur sa vie. Mais se sentant mal, il est hospitalisé à nouveau à Paris pour une congestion pulmonaire. Il meurt à son domicile le 25 avril 1975.
Ses obsèques, organisées à Paris le 29 avril 1975, rassemblent près de 200 000 personnes, entre la place du Colonel-Fabien et le cimetière du Père-Lachaise, où il est inhumé. Avant le discours final, prononcé par Georges Marchais, deux personnalités prennent la parole : Dolores Ibárruri, figure iconique de l'antifascisme, et Boris Ponomarev, représentant le Parti communiste de l'Union soviétique.

## Vie privée
Le 4 janvier 1937 à Paris 19e, il épouse Gilberte Louise Roux.

## Personnalité

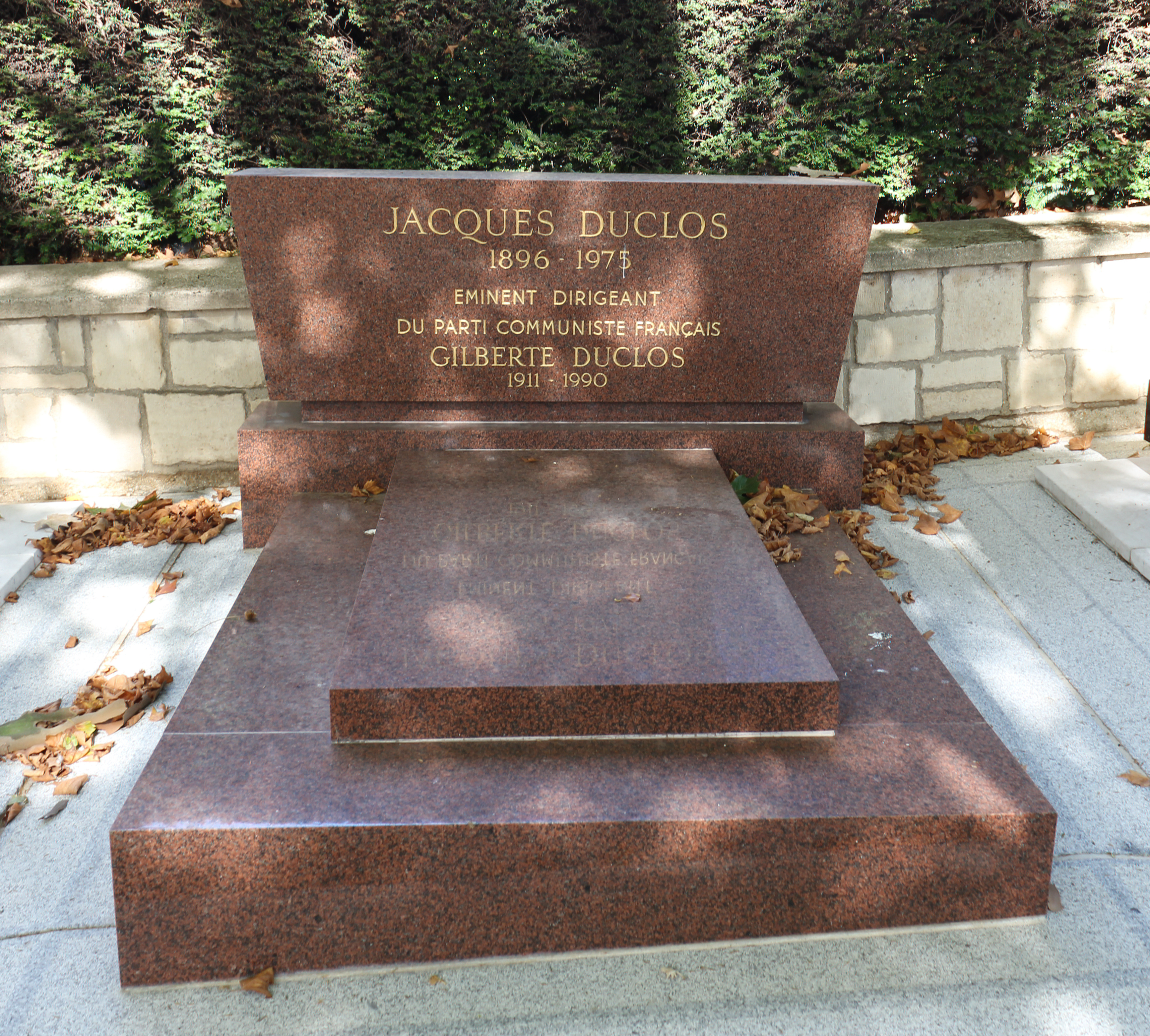
Tombe de Gilberte et Jacques Duclos au cimetière du Père-Lachaise (division 97).

Jacques Duclos était de petite taille puisqu'il mesurait 1,56 mètre. Forçant le trait, les caricaturistes, surtout Sennep, en profitaient pour le représenter comme un enfant.
Jacques Duclos apparaissait comme un excellent orateur, doté de beaucoup de faconde et d'un grand sens de la répartie[réf. nécessaire], ce qui a probablement joué en sa faveur quand la génération du baby-boom l'a découvert à la télévision à l'occasion de l'élection présidentielle de 1969. Dominique Desanti, dans Les Staliniens, indique : « Entendre Duclos pour la première fois, quelle fête pour l'oreille amie de l'éloquence ! Période balancée, formule répétée en refrain, symbiose de la tradition oratoire du Midi et des rites du langage communiste qui gagne de la saveur à rouler sur le gravier d'un accent. Rond le petit corps, ronde la grosse tête, rondes les lunettes ; tout rassure, tout fait penser au matou ronronnant quand soudain cette voix vous emporte et quand soudain le regard, perçant et froid, vous atteint. »
En 1971, interpellé à la maison de la Mutualité par un militant du Front homosexuel d'action révolutionnaire (FHAR) qui lui demande si son parti a « révisé sa position sur les prétendues perversions sexuelles », il déclare : « Comment vous, pédérastes, avez-vous le culot de venir nous poser des questions ? Allez vous faire soigner. Les femmes françaises sont saines ; le PCF est sain ; les hommes sont faits pour aimer les femmes »,.
La personnalité de Jacques Duclos, son action et sa place dans l'histoire du communisme en France sont difficiles à cerner par les historiens. Ainsi, fait rare, le Dictionnaire biographique du mouvement ouvrier français (Le Maitron) lui consacre deux notices biographiques, représentant chacune un aspect de l'historiographie du communisme : l'une est rédigée par Jean Maitron lui-même, en collaboration avec Stéphane Courtois ; l'autre est rédigée par Serge Wolikow.
« Duclos avait la passion de l'histoire […]. Quel extraordinaire personnage ! Je ne peux pas, faute de documents, évoquer le rôle qu'on tend à lui prêter dans les relations entre le Parti communiste français et l'URSS. Ce rôle semble cependant établi […]. Il faut bien reconnaître qu'en dehors des premières pages (le jeune Duclos), ses Mémoires ne nous apprennent pas grand chose qui ne soit très largement connu. […] Peut-être regrettait-il de se croire tenu au secret, alors que ce secret fait obstacle à l'histoire ? « L'esprit de Parti » l'emportait sur les impératifs de la connaissance historique. » (Jean Bruhat, Il n'est jamais trop tard)

## Dans la culture populaire
La répression dont fut victime le PCF au début des années 1950, en particulier les deux longs séjours en prison du rédacteur en chef de L'Humanité André Stil, pour ses écrits, et celui de Jacques Duclos, a été immortalisée dans Nekrassov, comédie parodique du maccarthysme à la française, présentée en 1955 par Jean-Paul Sartre, où l'héroïne Véronique séduit le personnage principal, l'escroc dénonciateur Georges de Valera, ce qui permet de sauver deux journalistes communistes en danger.

## Détail des mandats et fonctions

### Troisième République
- 29 mars 1926 - 31 mai 1928 : député, élu dans le deuxième secteur de la Seine[45]
- 1er juin 1928 - 31 mai 1932 : député, élu dans le département de la Seine (deuxième circonscription du 20e arrondissement de Paris)[46],[47]
- 1936 - 1939 : vice-président de l'Assemblée nationale
- 1er juin 1936 - 20 janvier 1940 : député, élu dans la première circonscription de la Seine (arrondissement de Sceaux)[48]

### Gouvernement provisoire
- 7 novembre 1944 - 3 août 1945 : membre de l'Assemblée consultative provisoire
- 6 novembre 1945 - 27 novembre 1946 : député, élu dans la sixième circonscription de la Seine

### Quatrième République
- 28 novembre 1946 - 8 décembre 1958 : député, élu dans la sixième circonscription de la Seine
- 1946 - 1951 : vice-président de l'Assemblée nationale

### Cinquième République
- 26 avril 1959 - 22 septembre 1968 : sénateur, élu dans le département de la Seine
- 22 septembre 1968 - 25 avril 1975 : sénateur, élu dans le département de la Seine-Saint-Denis
- 1959 - 1975 : président du groupe communiste au Sénat

## Postérité

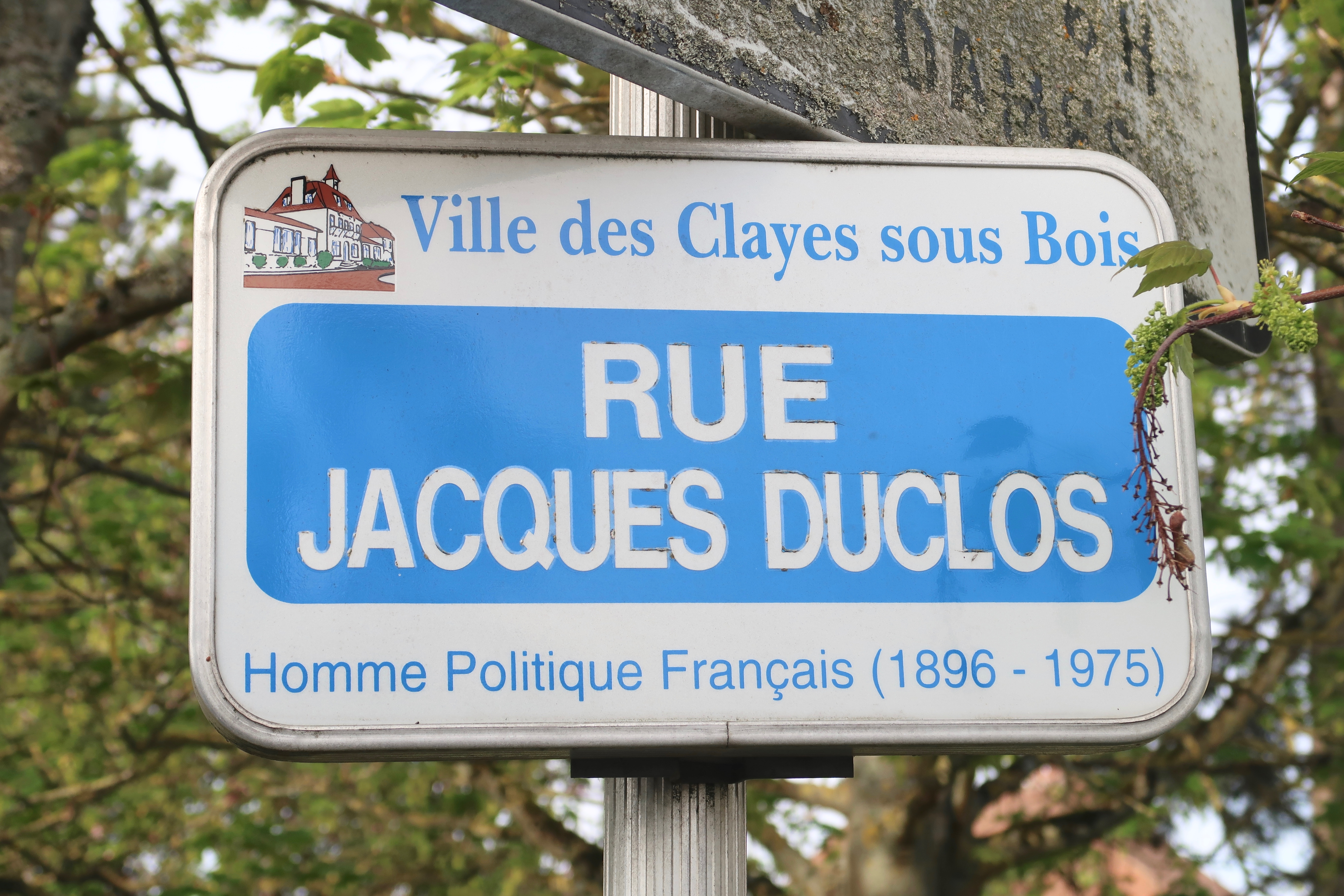
Plaque de la rue Jacques-Duclos aux Clayes-sous-Bois (Yvelines), ville qui a compté plusieurs maires communistes.

De nombreuses villes ont donné le nom « Jacques-Duclos » à des avenues, boulevards, parcs, places ou rues.
- Plusieurs communes de son département natal des Hautes-Pyrénées maintiennent de cette façon sa mémoire : Tarbes, Andrest, Soues, Bordères-sur-l'Échez, Capvern, Salles-Adour.
- Montreuil, la ville où il résidait, lui a attribué une place. D'autres communes ont fait de même pour une de leurs voies, surtout en Seine-Saint-Denis, comme Aulnay-sous-Bois, Le Blanc-Mesnil, Rosny-sous-Bois, Saint-Denis, Stains, Villepinte, mais aussi d'autres communes de banlieue parisienne (Guyancourt, Les Clayes-sous-Bois, Palaiseau, Sainte-Geneviève-des-Bois, Villejuif, etc.)
- Et sur tout le territoire français, comme par exemple à Avion, Billy-Montigny, Blangy-sur-Bresle, Équihen-Plage, Escaudain, Gonfreville-l'Orcher, Montataire et Saint-Leu-d'Esserent, jusqu'à La Réunion.

Plusieurs hommages lui ont été rendu à l'étranger. En République démocratique allemande, plusieurs rues et places portaient son nom, par exemple la Jacques-Duclos-Straße en 1976 (renommée en 1992 Möllendorffstraße), dans le quartier de Lichtenberg, à Berlin. L'année de sa mort, l'administration postale de l'Union soviétique émet un timbre-poste à son effigie. De même, une rue de Saint-Petersbourg porte son nom (Улица Жака Дюкло (ru)).
Gilberte, l'épouse de Jacques Duclos a légué la bibliothèque personnelle de son mari à la ville de Louey, commune natale de son mari.
Son nom est cependant retiré du parc du Blanc-Mesnil en 2022, la mairie mettant en avant ses diatribes homophobes pour justifier ce choix.

## Œuvres
La plupart des écrits de Jacques Duclos ont été publiés aux Éditions sociales.
- Batailles pour la République, 1947.
- La Lutte pour l'unité, 1949.
- Écrits de prison, 1952.
- « À l'assaut du ciel » : la Commune de Paris annonciatrice d'un monde nouveau, 1961 - réédité et augmenté, 1974.
- L'Avenir de la démocratie, 1962.
- Gaullisme, technographie, corporatisme, 1963.
- De Napoléon III à de Gaulle, 1964.
- La Première Internationale, 1964.
- Octobre 1917 vu de France, 1967.
- Anarchistes d'hier et d'aujourd'hui, 1968.
- Qui sont donc les communistes ?, éditions Epi, 1971.
- Mémoires, 6 tomes (7 volumes), éditions Fayard, 1968-1973 :
  - vol. 1 (1968), 1896-1934, le chemin que j'ai suivi : de Verdun au Parti communiste ;
  - vol. 2 (1969), 1935-1939 : aux jours ensoleillés du Front populaire ;
  - vol. 3 (1970), t. 1 1940-1942, dans la bataille clandestine : de la drôle de guerre à la ruée vers Stalingrad ;
  - vol. 3 (1970), t. 2 1943-1945, dans la bataille clandestine : de la victoire de Stalingrad à la capitulation de Berlin ;
  - vol. 4 (1971), 1945-1952, sur la brèche : des débuts de la IVe République au « complot » des pigeons ;
  - vol. 5 (1972), 1952-1958, dans la mêlée : de la relance d'un complot anticommuniste à l'effondrement de la IVe République ;
  - vol. 6 (1973), 1959-1969, et la lutte continue : du début de la Ve République à la campagne présidentielle de 1969.
- Bakounine et Marx : ombre et lumière, Plon, 1974.
- Ce que je crois, éditions Grasset, 1975.